# Чхве Йон Гон
Чхве Йон Гон (кор. 최용건, Цой Ен Ген) — північнокорейський державний і політичний діяч, голова Президії Верховної Народної Ради КНДР (1957-1972). Віце-маршал КНДР (1953), Герой Праці (1960).

## Біографія
Народився 21 червня 1900 року в провінції Пхьонан-Пукто Корейської імперії в селянській родині. Брав участь у виступах проти японських колонізаторів Кореї з 1920 році. У 1923 році емігрував до Китаю, де вступив до комуністичної партії. Брав участь у партизанській боротьбі проти японських збройних сил в Маньчжурії.
У 1946-1947 роках був головою департаменту поліції Тимчасового народного комітету Північної Кореї. З 1946 по 1955 рік голова ЦК Демократичної партії Північної Кореї. У 1948-1957 роках займав посаду міністра національної оборони. У 1948 році обраний депутатом Верховної Народної Ради КНДР. З 1953 року займав посаду заступника голови кабінету міністрів КНДР.
У 1955 році вступив до Трудової партії Кореї, був членом її ЦК та Політичного комітету, а також до 1966 року — заступником голови ЦК ТПК. З 1966 року — секретар ЦК ТПК.
У 1957-1972 роках голова Президії Верховної Народної Ради КНДР.
З 1972 року — член Центрального народного комітету КНДР і віце-президент КНДР.
Пішов з життя 19 вересня 1976 року у Пхеньяні.